# Українська консервативна партія
Українська консервативна партія — політична партія України, що діяла протягом 2005—2019 років. Зареєстрована 25 березня 2005 р. Лідери партії — Щокін Георгій Васильович (2005—2007) та Сенченко Микола Іванович (2007—2019).
Українська Консервативна партія (УКП) оголошує себе колективним носієм ідеології національного консерватизму, що ґрунтується на українській національній ідеї, яка полягає у збереженні традиційних духовних цінностей, захисті національного буття, його історії і культури, відстоюванні національної релігії, держави, родини та власності.
Партія брала участь у парламентських виборах 2006 року однак до Парламенту не потрапила, набравши 0,09 % голосів. Найбільшу прихильність виборців партія завоювала на Закарпатті (0,22 %) та у м. Києві (0,22 %)
21 лютого 2019 року діяльність партії припинено.